# Seznam klasicistních skladatelů
Níže následuje seznam skladatelů a skladatelek období hudebního klasicismu, přibližně mezi roky 1730 a 1820. Mezi nejznámější klasicistní skladatele patří Carl Philipp Emanuel Bach, Jan Václav Stamic, Joseph Haydn, Johann Christian Bach, Antonio Salieri, Muzio Clementi, Wolfgang Amadeus Mozart, Luigi Boccherini, Ludwig van Beethoven, Nicolo Paganini, Gioachino Rossini a Franz Schubert. 

## Skladatelé raného galantního období – přechod z baroka do klasicismu (narozeni před rokem 1710)
Skladatelé a skladatelky na přechodu od baroka ke klasicismu, někdy považované za začátek období  galantního stylu, zahrnuje následující osoby řazené podle data narození: 
- Giacomo Antonio Perti (1661–1756)
- Nicolas Siret (1663–1754)
- Michele Mascitti (1664–1760)
- Jean-Féry Rebel (1666–1747)
- Michel Pignolet de Montéclair (1667–1737)
- Johann Christoph Pepusch (1667–1752)
- Johann Nicolaus Bach (1669–1753)
- Giuseppe Avitrano (1670–1756)
- Louis de Caix d'Hervelois (1670–1760)
- Richard Leveridge (1670–1758)
- Tomaso Albinoni (1671–1751)
- Azzolino della Ciaja nebo della Ciaia nebo della Araja (1671–1755)
- Georg Caspar Schürmann (1672/1673–1751)
- Alessandro Marcello (1673–1747)
- Pierre Dumage (1674–1751)
- Jacques-Martin Hotteterre (1674–1763)
- Giovanni Porta (1675–1755)
- Giacomo Facco (1676–1753)
- Wolff Jakob Lauffensteiner (1676–1754)
- Giuseppe Maria Orlandini (1676–1760)
- Giovanni Carlo Maria Clari (1677–1754)
- Antonio Vivaldi (1678–1741)
- Ferdinando Antonio Lazzari (1678–1754)
- Giovanni Antonio Piani nebo  Jean-Antoine Desplanes (1678–1760)
- Manuel de Zumaya (1678–1755)
- Jean-Baptiste Stuck (1680–1755)
- Johann Mattheson (1681–1764)
- Georg Philipp Telemann (1681–1767)
- Giuseppe Valentini (1681–1753)
- Paolo Benedetto Bellinzani (1682–1757)
- Giacobbe Cervetto (1682–1783)
- Pietro Baldassare (1683– po 1768)
- Christoph Graupner (1683–1760)
- Jean-Philippe Rameau (1683–1764)
- François d'Agincourt (1684–1758)
- François Bouvard (1684–1760)
- Francesco Durante (1684–1755)
- Francesco Manfredini (1684–1762)
- Johann Theodor Roemhildt (1684–1756)
- Giuseppe Matteo Alberti (1685–1751)
- Louis-Antoine Dornel (1685–1765)
- Georg Friedrich Händel (1685–1759)
- Wilhelm Hieronymus Pachelbel (1685–1764)
- Domenico Scarlatti (1685–1757)
- Johann Sebastian Bach (1685–1750)
- Nicola Porpora (1686–1768)
- Giovanni Battista Somis (1686–1763)
- Willem de Fesch (1687–1761)
- Francesco Geminiani (1687–1762)
- Johann Georg Pisendel (1687–1755)
- Johann Friedrich Fasch (1688–1758)
- Thomas Roseingrave (1688–1766)
- Jacques Aubert (1689–1753)
- Joseph Bodin de Boismortier (1689–1755)
- Pietro Gnocchi (1689–1775)
- Francesco Barsanti (1690–1772)
- Giuseppe Antonio Brescianello (1690–1758)
- Pierre-Gabriel Buffardin (1690–1768)
- Fortunato Chelleri (1690–1757)
- François Colin de Blamont (1690–1760)
- Giovanni Antonio Giai nebo Giay, Giaj (1690–1764)
- Johann Tobias Krebs (1690–1762)
- Gottlieb Muffat (1690–1770)
- Jacques-Christophe Naudot (1690–1762)
- Manuel José de Quirós (1690?–1765)
- Francesco Maria Veracini (1690–1768)
- Francesco Feo (1691–1761)
- Ján Francisci (1691–1758)
- Conrad Friedrich Hurlebusch (1691–1765)
- Antonio Palella (1692–1761)
- Giovanni Alberto Ristori (1692–1753)
- Giuseppe Tartini (1692–1770)
- Unico Wilhelm van Wassenaer (1692–1766)
- Laurent Belissen (1693–1762)
- Gregor Joseph Werner (1693–1766)
- Louis-Claude Daquin (1694–1772)
- Johann Samuel Endler (1694–1762)
- Pierre-Claude Foucquet (1694–1772)
- Johan Helmich Roman (1694–1758)
- Johann Lorenz Bach (1695–1773)
- Pietro Locatelli (1695–1764)
- Marie-Anne-Catherine Quinault (1695–1791)
- Ernst Gottlieb Baron (1696–1760)
- Pierre Février (1696–1760)
- Maurice Greene (1696–1755)
- Johann Melchior Molter (1696–1765)
- Johann Caspar Vogler (1696–1763)
- Andrea Zani (1696–1757)
- Josse Boutmy (1697–1779)
- Cornelius Heinrich Dretzel (1697–1775)
- Adam Falckenhagen (1697–1754)
- Johann Christian Hertel (1697/1699–1754)
- Jean-Marie Leclair l'aîné (1697–1764)
- Giuseppe de Majo (1697–1771)
- Giovanni Benedetto Platti (1697–1763)
- Johann Pfeiffer (1697–1761)
- Johann Joachim Quantz (1697–1773)
- Francesco Antonio Vallotti (1697–1780)
- Pietro Auletta (1698–1771)
- Riccardo Broschi (1698–1756)
- François Francœur (1698–1787)
- František Jiránek (1698–1778)
- Nicola Bonifacio Logroscino (1698–1764)
- Gaetano Maria Schiassi (1698–1754)
- Jean-Baptiste Forqueray le fils (1699–1782)
- Joseph Gibbs (1699–1788)
- Johann Adolf Hasse (1699–1783)
- Juan Francés de Iribarren (1699–1767)
- Jan Zach (1699–1773)
- Charles Dollé (fl. 1735–1755; zemřel po 1755)
- Giovanni Giorgi (před 1719; zemřel 1762)
- Mlle Guédon de Presles (asi 1700–1754)
- Louis Antoine Lefebvre (1700 -1763)
- Michel Blavet (1700–1768)
- Sebastian Bodinus (1700–1759)
- Domenico Dall'Oglio (1700–1764)
- João Rodrigues Esteves (1700–1751)
- Nicola Fiorenza (po 1700–1764)
- Jean-Baptiste Masse (asi 1700–asi 1756)
- Giovanni Battista Sammartini (1700–1775)
- Johan Agrell (1701–1765)
- François Rebel (1701–1775)
- Alessandro Besozzi (1702–1775)
- Johann Ernst Eberlin (1702–1762)
- José de Nebra (1702–1768)
- Francisco António de Almeida (1702–1755)
- John Frederick Lampe (1703–1751)
- Johann Gottlieb Graun (asi 1703–1771)
- Jean-Marie Leclair le cadet (the younger) (1703–1777)
- Carlo Zuccari (1703–1792)
- Carl Heinrich Graun (1704–1759)
- Giovanni Battista Pescetti (asi 1704–asi 1766)
- František Ignác Tůma (1704–1774)
- Philippe Courbois (1705–1730)
- Nicolas Chédeville (1705–1782)
- Henri-Jacques de Croes (1705–1786)
- Michael Christian Festing (1705–1752)
- Louis-Gabriel Guillemain (1705–1770)
- Johann Peter Kellner (1705–1772)
- Pancrace Royer (1705–1755)
- Andrea Bernasconi (asi 1706–1784)
- Carlo Cecere (1706–1761)
- Baldassare Galuppi (1706–1785)
- William Hayes (1706–1777)
- Giovanni Battista Martini nebo Padre Martini (1706–1784)
- Thomas Chilcot (1707–1766)
- Michel Corrette (1707–1795)
- Ignacio de Jerusalem (1707–1769)
- Jan Křtitel Jiří Neruda (asi 1707–asi 1780)
- Domenico Paradies nebo Pietro Domenico Paradisi (1707–1791)
- António Teixeira (1707–1769)
- Bernard-Aimable Dupuy (1707–1789)
- Felix Benda (1708–1768)
- Egidio Duni (1708–1775)
- Johann Gottlieb Janitsch (1708–1763)
- Václav Jan Kopřiva znám jako Urtica (1708–1789)
- Georg Reutter der Jüngere (1708–1772)
- Johann Adolph Scheibe (1708–1776)
- Francesco Araja (1709– po 1762)
- František Benda (1709–1786)
- Jean-Noël Hamal (1709–1778)
- František Xaver Richter (1709–1789)
- Christoph Schaffrath (1709–1763)
- Vilemína Pruská (1709–1758)
- Charles Avison (1709–1770)

## Skladatelé raného období klasicismu / pozdní galantní styl (nar. 1710–1730)
- Joseph Abaco nebo dall'Abaco (1710–1805)
- Thomas Arne (1710–1778)
- Wilhelm Friedemann Bach (1710–1784)
- Carlo Graziani (asi 1710–1787)
- Giuseppe Bonno (1711–1788)
- William Boyce (1711–1779)
- Gaetano Latilla (1711–1788)
- Ignaz Holzbauer (1711–1783)
- Davide Perez (1711–1778)
- Marie Barbara z Braganzy (1711–1758)
- Jean-Joseph de Mondonville (1711–1772)
- Domènec Terradellas (asi 1711–1751)
- James Oswald (1711–1769)
- Fridrich II. Veliký (1712–1786)
- John Hebden (1712–1765)
- Jean-Jacques Rousseau (1712–1778)
- John Christopher Smith (1712–1795)
- John Stanley (1712–1786)
- Antoine Dauvergne (1713–1797)
- Johan Henrik Freithoff (1713–1767)
- Jean-Baptiste Canavas l'aîné nebo Giovanni Battista Canavasso (1713–1784)
- Luise Adelgunda Gottsched (1713–1762)
- Johann Ludwig Krebs (1713–1780)
- Carl Philipp Emanuel Bach (1714–1788)
- Johan Daniel Berlin (1714–1787)
- Per Brant (1714–1767)
- Joseph Canavas nebo Giuseppe Canavasso (1714–1776)
- Christoph Willibald Gluck (1714–1787)
- Gottfried August Homilius (1714–1785)
- Niccolò Jommelli (1714–1774)
- Girolamo Abos (1715–1760)
- Pasquale Cafaro (1715/1716–1787)
- Johann Friedrich Doles (1715–1797)
- John Alcock (1715–1806)
- Jacques Duphly (1715–1789)
- Charles-Joseph van Helmont (1715–1790)
- James Nares (1715–1783)
- Antoine Dard (1715–1784)
- Georg Christoph Wagenseil (1715–1777)
- Josef Seger (1716–1782)
- Filipína Šarlota Pruská (1716–1801)
- Georg Matthias Monn (1717–1750)
- Hinrich Philip Johnsen (1717–1779)
- Antonio Maria Mazzoni (1717–1785)
- Jan Václav Stamic (1717–1757)
- Francesco Zappa (1717–1803)
- Richard Mudge (1718–1763)
- Wenzel Raimund Birck (1718–1763)
- Placidus von Camerloher (1718–1782)
- Nicola Conforto (1718–1793)
- Mlle Duval (1718– po 1775)
- Giuseppe Scarlatti (1718/1723–1777)
- Élisabeth de Haulteterre (fl. 1737–1768)
- Johan Nicolaas Lentz (asi 1719–1782)
- Jean Baur (1719–1773)
- Leopold Mozart (1719–1787)
- William Walond Sr. (1719–1768)
- Louis-François Joseph Patouart (1719 – 1793)
- Johann Friedrich Agricola (1720–1774)
- Johann Christoph Altnickol (1720–1759)
- Christophe Le Menu de Saint Philibert (1720–1774)
- Carlo Antonio Campioni (1720–1788)
- Gioacchino Cocchi (1720–1804)
- Pietro Denis (1720–1790)
- Bernhard Joachim Hagen (1720–1787)
- Adolph Karl Kunzen (1720–1781)
- Maria Teresa Agnesi Pinottini (1720–1795)
- Joan Baptista Pla (asi 1720–1773)
- Louis Aubert (1720–1800)
- Quirino Gasparini (1721–1778)
- Pieter Hellendaal (1721–1799)
- Johann Philipp Kirnberger (1721–1783)
- John Garth (1721–1810)
- Sebastián de Albero (1722–1756)
- Johann Ernst Bach (1722–1777)
- Jiří Antonín Benda (1722–1795)
- Pietro Nardini (1722–1793)
- Carl Friedrich Abel (1723–1787)
- Christian Ernst Graf (1723–1804)
- Anna Amálie Pruská (1723–1787)
- Giovanni Marco Rutini (1723–1797)
- Francesco Uttini (1723–1795)
- Claude Balbastre (1724–1799)
- Giovanni Battista Cirri (1724–1808)
- Jan Adam Gallina (1724–1773)
- Marie Antonie Bavorská (1724–1780)
- Rafael Antonio Castellanos (1725–1791)
- Domenico Fischietti (asi 1725–asi 1810)
- Giovanni Battista Gervasio (asi 1725 – asi 1785)
- Antonio Lolli (1725–1802)
- Santa della Pietà (fl. 1725–1750, zemřel po 1774)
- Johann Becker (1726–1803)
- Miss Davis (asi 1726– po 1755)
- Karel Kohout (1726–1784)
- François-André Danican Philidor (1726–1795)
- Joseph Starzer (asi 1726–1787)
- Josef Antonín Štěpán (1726–1797)
- Pasquale Anfossi (1727–1797)
- Pierre-Montan Berton (1727–1780)
- Johann Gottlieb Goldberg (1727–1756)
- Friedrich Hartmann Graf (1727–1795)
- Henry Harington (1727–1816)
- Johann Wilhelm Hertel (1727–1789)
- François Martin (1727–1757)
- Tommaso Traetta (1727–1779)
- Armand-Louis Couperin (1727–1789)
- Franz Asplmayr (1728–1786)
- Pietro Alessandro Guglielmi (1728–1804)
- Johann Adam Hiller (1728–1804)
- Niccolò Piccinni (1728–1800)
- Johann Gottfried Müthel (1728–1788)
- Hermann Raupach (1728–1778)
- Anton Cajetan Adlgasser (1729–1777)
- Florian Leopold Gassmann (1729–1774)
- Francesco Saverio Giai nebo Giaj (1729–1801)
- Pierre Van Maldere (1729–1768)
- Pierre-Alexandre Monsigny (1729–1817)
- František Xaver Pokorný (1729–1794)
- Giuseppe Sarti (1729–1802)
- Antonio Soler (1729–1783)

## Skladatelé středního období klasicismu (nar. 1730–1750)
- Capel Bond (1730–1790)
- Pasquale Errichelli (1730–1785)
- William Jackson (1730–1803)
- Antonín Kammel (1730–1788)
- Cristiano Giuseppe Lidarti (1730–1795)
- Giovanni Meneghetti (asi 1730–1794)
- Georg von Pasterwitz (1730–1803)
- Antonio Sacchini (1730–1786)
- Christian Cannabich (1731–1798)
- František Xaver Dušek (1731–1799)
- Elisabetta de Gambarini (1731–1765)
- Gaetano Pugnani (1731–1798)
- Théodore-Jean Tarade (1731–1788)
- Carlo Giuseppe Toeschi (1731–1788)
- Pierre Vachon (1731–1803)
- Johann Christoph Friedrich Bach (1732–1795)
- František Xaver Brixi (1732–1771)
- Giuseppe Demachi (1732–asi 1791)
- Thomas Erskine, Earl of Kellie (1732–1781)
- Johann Christian Kittel (1732–1809)
- Joseph Haydn (1732–1809)
- Gian Francesco de Majo nebo "Ciccio" (1732–1770)
- Josina van Aerssen nebo Josina van Boetzelaer (1733–1787)
- Thomas Sanders Dupuis (1733–1796)
- Antonín Fils (1733–1760)
- Johann Christian Fischer (1733–1800)
- Istvánffy Benedek (1733–1778)
- Thomas Linley the elder (1733–1795)
- Giacomo Tritto (1733–1824)
- Franz Ignaz Beck (1734–1809)
- Jean-Jacques Beauvarlet Charpentier (1734–1794)
- Benjamin Cooke (1734–1793)
- François-Joseph Gossec (1734–1829)
- Karl von Ordóñez (1734–1786)
- Jean-Baptiste Rey (1734–1810)
- Luka Sorkočević (1734–1789)
- Ignazio Spergher (1734–1808)
- Johann Christian Bach (1735–1782)
- John Bennett (asi 1735–1784)
- Giovanni Battista Cervellini (1735–1801)
- John Collett (asi 1735?–1775)
- Johann Gottfried Eckard (1735–1809)
- Mme Papavoine (narozen asi 1735; fl. 1755–61)
- Anton Schweitzer (1735–1787)
- Johann Schobert (asi 1735–1767)
- Ernst Wilhelm Wolf (1735–1792)
- Johann Georg Albrechtsberger (1736–1809)
- Hélène-Louise Demars (narozen asi 1736)
- Carl Friedrich Christian Fasch (1736–1800)
- Ignaz Fränzl (1736–1811)
- Johann Christoph Kellner (1736–1803)
- Antonio Tozzi (1736–1812)
- Michael Haydn (1737–1806)
- Philippe-Jacques Meyer (1737–1819)
- Josef Mysliveček (1737–1781)
- Friedrich Schwindl (1737–1786)
- Tommaso Giordani (asi 1738–1806)
- Philip Hayes (1738–1797)
- William Herschel (1738–1822)
- Leopold Hofmann (1738–1793)
- Jean-François Tapray (1738–1819)
- Anna Bon di Venezia (asi 1739– po 1767)
- Karl Ditters von Dittersdorf (1739–1799)
- Jan Křtitel Vaňhal (1739–1813)
- Anna Amálie Brunšvicko-Wolfenbüttelská (1739–1807)
- Mlle Guerin (narozen asi 1739, fl. 1755)
- Agata della Pietà (fl. asi 1740–asi 1800)
- Michael Arne (1740–1786)
- Samuel Arnold (1740–1802)
- Joseph Corfe (1740–1820)
- Ernst Eichner (1740–1777)
- Luigi Gatti (1740–1817)
- Guillaume Lasceux (1740–1831)
- Elisabeth Olin (1740–1828)
- Giovanni Paisiello (1740–1816)
- Samuel Webbe the elder (1740–1816)
- Johann André (1741–1799)
- François Hippolyte Barthélemon (1741–1808)
- Alexandro Marie Antoin Fridzeri (1741–1819)
- André Ernest Modeste Grétry (1741–1813)
- Franz Xaver Hammer (1741–1817)
- Honoré Langlé (1741–1807)
- Andrea Lucchesi (1741–1801)
- Jean Paul Egide Martini (1741–1816)
- Johann Gottlieb Naumann (1741–1801)
- Václav Pichl (1741–1804)
- Henri-Joseph Rigel (1741–1799)
- Giacomo Rust (1741–1786)
- Luigi Tomasini (1741–1808)
- Anton Zimmermann (1741–1781)
- Jean-Baptiste Davaux (1742–1822)
- Romanus Hoffstetter (1742–1815)
- Jan Křtitel Krumpholtz (1742–1790)
- Simon Le Duc (Leduc) (1742–1777)
- Vasily Pashkevich (1742–1797)
- Anton Ferdinand Tietz (1742–1811)
- Maria Carolina Wolfová (1742–1820)
- Luigi Boccherini (1743–1805)
- Carlo Franchi (asi 1743– po 1779)
- Giuseppe Gazzaniga (1743–1818)
- Franz Nikolaus Novotny (1743–1773)
- João Pedro de Almeida Mota (1744–1817)
- Josef Bárta (asi 1744–1787)
- Joseph Beer (1744–1811)
- Anne Louise Brillon de Jouy (1744–1824)
- Gaetano Brunetti (1744–1798)
- Marianna von Martines (1744–1812)
- Yekaterina Sinyavina (died 1784)
- Johann Michael Bach III (1745–1820)
- Joseph Bengraf nebo József Bengráf (1745–1791)
- Maxim Sozontovič Berezovskij (asi 1745–1777)
- Joseph Bologne, Chevalier de Saint-Georges (1745–1799)
- João de Sousa Carvalho (1745–asi 1799)
- Jiří Družecký (1745–1819)
- Nicolas-Jean Lefroid de Méreaux (1745–1797)
- Johann Peter Salomon (1745–1815)
- Maddalena Laura Sirmen (1745–1818)
- Karel Stamic (1745–1801)
- Ferdinando Gasparo Turrini (1745–asi 1820)
- Jan Nepomuk Vent nebo  Johann Wendt (1745–1801)
- Marie Emmanuelle Bayon Louis (1746–1825)
- William Billings (1746–1800)
- Giuseppe Cambini (1746–asi 1825)
- James Hook (1746–1827)
- Ludwig Wenzel Lachnith (1746–1820)
- Johann Friedrich Peter (1746–1813)
- Jan Václav Stich  (1746–1803)
- Joseph Quesnel (1746–1809)
- Ivan Mane Jarnović nebo Giovanni Mane Giornovichi (1747–1804)
- Ivan Chandoškin (1747–1804)
- Leopold Koželuh (1747–1818)
- Justin Morgan (1747–1798)
- Carl Marianus Paradeiser (1747–1775)
- Johann Abraham Peter Schulz (1747–1800)
- Joachim Albertini nebo Gioacchino Albertini (1748–1812)
- Francesco Azopardi (1748–1809)
- Josef Fiala (1748–1816)
- Étienne-Joseph Floquet (1748–1785)
- Emanuel Aloys Förster (1748–1823)
- John Mahon (asi 1748–1834)
- Christian Gottlob Neefe (1748–1798)
- Theodor von Schacht (1748–1823)
- William Shield (1748–1829)
- Joseph Schuster (1748–1812)
- Henriette Adélaïde Villard Beaumesnil (1748–1813)
- Domenico Cimarosa (1749–1801)
- Jean-Louis Duport (1749–1819)
- Jean-Frédéric Edelmann (1749–1794)
- Johann Nikolaus Forkel (1749–1818)
- Antonín Kraft (asi 1749–1820)
- Georg Joseph Vogler (1749–1814)
- Polly Young, také známý jako Maria Barthélemon (1749–1799)
- Marija Zubova (1749–1799)
- Vincenta Da Ponte (fl. second half 18th century)
- Giovanni Cifolelli (asi 1750s, fl. 1764)
- Elizabeth Anspach (1750–1828)
- Elizabeth Joanetta Catherine von Hagen (1750–1809/1810)
- Antonio Rosetti (asi 1750–1792)
- Antonio Salieri (1750–1825)
- John Stafford Smith (1750–1836)
- Johannes Matthias Sperger (1750–1812)
- Johann Franz Xaver Sterkel (1750–1817)
- Jean Balthasar Tricklir (1750–1813)
- Dmytro Bortniansky (1751–1825)
- Bartolomeo Campagnoli (1751–1827)
- Giuseppe Giordani, také známý jako Giordanello (1751–1798)
- Dietrich Ewald von Grotthuß (1754–1786)
- Jan Křtitel Kuchař (1751–1829)
- Jean-Baptiste Lemoyne (1751–1796)
- Maria Anna Mozart (1751–1829)
- Mary Ann Pownall (1751–1796)
- Corona Schröter (1751–1802)
- William Smethergell (1751–1836)
- Mary Ann Wrighten (1751–1796)
- Francesco Bianchi (1752–1810)
- Muzio Clementi (1752–1832)
- Georg Friedrich Fuchs (1752–1821)
- Justin Heinrich Knecht (1752–1817)
- Ludwig August Lebrun (1752–1790)
- John Marsh (1752–1828)
- Josef Reicha (1752–1795)
- Johann Friedrich Reichardt (1752–1814)
- Juliane Reichardt nebo Juliane Benda Reichardt (1752–1783)
- Jane Savage (1752/3–1824)
- Niccolò Antonio Zingarelli (1752–1837)
- Jean-Baptiste Bréval (1753–1823)
- Nicolas Dalayrac (1753–1809)
- Franz Anton Dimmler (1753–1827)
- Christian Friedrich Ruppe (1753–1826)
- Johann Baptist Schenk (1753–1836)
- Johann Samuel Schroeter nebo Schröter (1753–1788)
- Pedro Étienne Solère (1753–1817)
- Johan Wikmanson (1753–1800)
- Franz Anton Hoffmeister (1754–1812)
- Vicente Martín y Soler (1754–1806)
- Etienne Ozi (1754–1813)
- Anton Stamitz (1754–1798 nebo 1809)
- Peter Winter (1754–1825)
- Michèl Yost (1754–1786)
- Maria Theresia Ahlefeldt (1755–1810)
- Mateo Pérez de Albéniz (1755–1831)
- Giuseppe Antonio Capuzzi (1755–1818)
- Giuseppe Ferlendis (1755–1802)
- Federigo Fiorillo (1755–asi 1823)
- Antoine-Frédéric Gresnick (1755–1799)
- John Christopher Moller (1755–1803)
- Jean-Pierre Solié (1755–1812)
- Giovanni Battista Viotti (1755–1824)
- Franz Grill (asi 1756–1793)
- Karel Blažej Kopřiva (1756–1785)
- Francesca Lebrun také Franziska Danzi Lebrun (1756–1791)
- Thomas Linley the younger (1756–1778)
- Wolfgang Amadeus Mozart (1756–1791)
- Joseph Martin Kraus (1756–1792)
- Alexander Reinagle (1756–1809)
- Vincenzo Righini (1756–1812)
- Mikhail Sokolovsky (1756– po 1795)
- Daniel Gottlob Türk (1756–1813)
- Jan Wański (1756–1830)
- Pavel Vranický (1756–1808)
- Antonio Calegari (1757–1828)
- Ignaz Joseph Pleyel (1757–1831)
- Alessandro Rolla (1757–1841)
- Harriett Abrams (1758–1821)
- Josepha Barbara Auernhammer (1758–1820)
- Frédéric Blasius nebo Matthäus Blasius (1758–1829)
- Benedikt Emanuel Žák  (1758–1826)
- Carl Siegemund Schönebeck (1758–1806 nebo později)
- Carl Friedrich Zelter (1758–1832)
- Marianna von Auenbrugger (1759–1782)
- Wilhelm Friedrich Ernst Bach (1759–1845)
- François Devienne (1759–1803)
- Johann Christian Friedrich Haeffner (1759–1833)
- Franz Krommer (1759–1831)
- Maria Theresa von Paradis (1759–1824)
- Maria Rosa Coccia (1759–1833)
- Sophia Maria Westenholz (1759–1838)
- Luigi Cherubini (1760–1842)
- Wojciech Dankowski (asi 1760–asi 1836)
- Jan Ladislav Dusík (1760–1812)
- Francesco Gardi (asi 1760–asi 1810)
- Jean-François Le Sueur nebo Lesueur (1760–1837)
- Franz Christoph Neubauer (asi 1760–1795)
- Angelo Tarchi (1760–1814)
- Gaetano Valeri (1760–1822)
- Johann Rudolf Zumsteeg (1760–1802)
- Marie-Elizabeth Cléry (1761– po 1795)
- Yevstigney Fomin (1761–1800)
- Pierre Gaveaux (1761–1825)
- Friedrich Ludwig Aemilius Kunzen (1761–1817)
- Erik Tulindberg (1761–1814)
- Antonín Vranický  (1761–1820)
- Adelheid Maria Eichner (1762–1787)
- Jane Mary Guest (1762–1846)
- Jakob Haibel (1762–1826)
- Friedrich Franz Hurka (1762–1805)
- Jérôme-Joseph de Momigny (1762–1842)
- Marcos António Portugal (1762–1830)
- Stephen Storace (1762–1796)
- Franz Tausch (1762–1817)
- Ann Valentine (1762–1842)
- Johann Andreas Amon (1763–1825)
- Franz Danzi (1763–1826)
- Johann Sebastian Demar (1763–1832)
- Domenico Dragonetti (1763–1846)
- Giacomo Gotifredo Ferrari (1763–1842)
- Vojtěch Jírovec (1763–1850)
- Jean-Xavier Lefèvre (1763–1829)
- Johann Simon Mayr (1763–1845)
- Étienne-Nicolas Méhul (1763–1817)
- Niccolò Moretti (1763–1821)
- Matthew Camidge (1764–1844)
- Franz Lauska (1764–1825)
- Valentino Fioravanti (1764–1837)
- Helene de Montgeroult (1764–1836)
- John Addison (asi 1765–1844)
- Thomas Attwood (1765–1838)
- Anton Eberl (1765–1807)
- Joseph Leopold Eybler (1765–1846)
- Friedrich Heinrich Himmel (1765–1814)
- Michał Kleofas Ogiński (1765–1833)
- Jakub Jan Ryba (1765–1815)
- Daniel Steibelt (1765–1823)
- Johann Friedrich Anton Fleischmann (1766–1798)
- Stepan Degtyarev (1766–1813)
- Vincenc Houška (1766–1840)
- Rodolphe Kreutzer (1766–1831)
- Anne-Marie Krumpholtz (1766–1813)
- Ignaz Anton Ladurner (1766–1839)
- Franz Xaver Süssmayr (1766–1803)
- Joseph Weigl (1766–1846)
- Samuel Wesley (1766–1837)
- Caroline Wuiet (1766–1835)
- Henri-Montan Berton (1767–1844)
- Amélie-Julie Candeille (1767–1834)
- Ferdinand Fränzl (1767–1833)
- José Maurício Nunes Garcia (1767–1830)
- August Eberhard Müller (1767–1817)
- Wenzel Müller (1767–1835)
- Andreas Romberg (1767–1821)
- Bernhard Romberg (1767–1841)
- Johannes Spech (1767?–1836)
- Artemy Vedel (1767–1808)
- Johann Georg Heinrich Backofen (1768–1830?)
- Carlos Baguer (1768–1808)
- Elizabeth Billington (asi 1768–1818)
- Benjamin Carr (1768–1831)
- Margarethe Danzi (1768–1800)
- Domenico Della-Maria (1768–1800)
- Carel Anton Fodor (1768–1846)
- Carl Andreas Goepfert (Göpfert) (1768–1818)
- Filippo Gragnani (1768–1820)
- Louis-Emmanuel Jadin (1768–1853)
- Samuel Webbe the younger (1768–1843)
- Bonifazio Asioli (1769–1832)
- Cecilia Maria Barthélemon (asi 1769–1840)
- Maria Theresa Bland (asi 1769–1838)
- Kateřina Veronika Anna Dusíková (1769–1833)
- Józef Elsner (1769–1854)
- Giuseppe Farinelli (1769–1836)
- Francesco Gnecco (1769–asi 1810)
- Johann Georg Lickl (1769–1843)
- Alexey Nikolayevich Titov (1769–1827)
- Madame Ravissa (asi 1778; zemřela 1807)

## Klasičtí skladatelé/přechod do romantismu (narození 1770–1799)
- João José Baldi (1770–1816)
- Ludwig van Beethoven (1770–1827)
- Ferdinando Carulli (1770–1841)
- Édouard Du Puy (1770–1822)
- Peter Hänsel (1770–1831)
- James Hewitt (1770–1827)
- Antonín Rejcha (1770–1836)
- Christian Heinrich Rinck (1770–1846)
- Jan Nepomuk Augustin Vitásek (1770–1839)
- Adam Valentin Volckmar (1770–1851)
- Friedrich Witt (1770–1836)
- Johann Baptist Cramer (1771–1858)
- Mme Delaval (fl. 1791–1802)
- Ferdinando Paër (1771–1839)
- Jan Josef Rösler (1771–1813)
- Antonio Casimir Cartellieri (1772–1807)
- Lucile Grétry (1772–1790)
- Louis Ferdinand, pruský princ (1772–1806)
- Maria Frances Parke (1772–1822)
- François-Louis Perne (1772–1832)
- Josef Triebensee (1772–1846)
- Johann Wilhelm Wilms (1772–1847)
- Sophie Bawr (1773–1860)
- Pietro Generali (1773–1832)
- Václav Tomáš Matějka (1773–1830)
- Joseph Woelfl (1773–1812)
- Bartolomeo Bortolazzi (1773–1820)
- Pierre Rode (1774–1830)
- Gaspare Spontini (1774–1851)
- Václav Jan Křtitel Tomášek (1774–1850)
- Christoph Ernst Friedrich Weyse (1774–1842)
- Catterino Cavos (1775–1840)
- Johann Anton André (1775–1842)
- François Adrien Boieldieu (1775–1834)
- João Domingos Bomtempo (1775–1842)
- Maria Brizzi Giorgi (1775–1822)
- Bernhard Crusell (1775–1838)
- Sophia Corri Dussek (1775–1847)
- Margaret Essex (1775–1807)
- François de Fossa (1775–1849)
- Sophie Gail (1775–1819)
- Nicolas Isouard (1775–1818)
- José Ángel Lamas (1775–1814)
- Maria Hester Park (1775–1822)
- Ernst Theodor Wilhelm Hoffmann (1776–1822)
- Hyacinthe Jadin (1776–1800)
- Joseph Küffner (1776–1856)
- Philipp Jakob Riotte (1776–1856)
- Ignaz von Seyfried (1776–1841)
- Ludwig Berger (1777–1839)
- Pauline Duchambge (1778–1858)
- Johann Nepomuk Hummel (1778–1837)
- Sigismund Neukomm (1778–1858)
- Fernando Sor (1778–1839)
- Joachim Nicolas Eggert (1779–1813)
- William Knyvett (1779–1856)
- Nikolaus von Krufft (1779–1818)
- Louise Reichardt (1779–1826)
- Luigi Antonio Calegari (1780–1849)
- Conradin Kreutzer (1780–1849)
- Louis François Dauprat (1781–1868)
- Anton Diabelli (1781–1858)
- Mauro Giuliani (1781–1829)
- Antonín Filip Heinrich (1781–1861)
- Sophie Lebrun (1781–1863)
- François Joseph Naderman (1781–1835)
- Karl Stefan Aichelburg (1782–1817)
- Daniel Auber (1782–1871)
- Carlo Coccia (1782–1873)
- John Field (1782–1837)
- Niccolò Paganini (1782–1840)
- Charlotta Seuerling (1782–1828)
- Friedrich Dotzauer (1783–1860)
- Teresa Belloc-Giorgi (1784–1855)
- Martin-Joseph Mengal (1784–1851)
- Francesco Morlacchi (1784–1841)
- George Onslow (1784–1853)
- Ferdinand Ries (1784–1838)
- Louis Spohr (1784–1859)
- Friedrich Kalkbrenner (1785–1849)
- Alexandre Pierre François Boëly (1785–1858)
- Bettina von Arnim (1785–1859)
- Catherina Cibbini-Kozeluch (1785–1858)
- Isabella Colbranová (1785–1845)
- Karol Kurpiński (1785–1857)
- George Pinto (1785–1806)
- Fanny Krumpholtz Pittar (1785–1815)
- Marie Bigot (1786–1820)
- Henry Rowley Bishop (1786–1855)
- Friedrich Kuhlau (1786–1832)
- Pietro Raimondi (1786–1853)
- Le Sénéchal de Kerkado (1786–1805)
- Carl Maria von Weber (1786–1826)
- Alexander Alyabyev (1787–1851)
- Michele Carafa (1787–1872)
- Johann Peter Pixis (1788–1874)
- Simon Sechter (1788–1867)
- Elena Asachi (1789–1877)
- Nicolas-Charles Bochsa (1789–1856)
- Frederic Ernest Fesca (1789–1826)
- Maria Szymanowska (1789–1831)
- Harriet Browne (1790–1858)
- Carl Czerny (1791–1857)
- Louis Joseph Ferdinand Herold (1791–1833)
- Giacomo Meyerbeer (1791–1864)
- Franz Xaver Wolfgang Mozart (1791–1844)
- Carlo Evasio Soliva (1791–1853)
- Jan Václav Hugo Voříšek (1791–1825)
- Gioacchino Rossini (1792–1868)
- Hedda Wrangel (1792–1833)
- Gertrude van den Bergh (1793–1840)
- Bernhard Klein (1793–1832)
- Caroline Ridderstolpe (1793–1878)
- Amálie Saská (1794–1870)
- Ignaz Moscheles (1794–1870)
- Saverio Mercadante (1795–1870)
- Franz Berwald (1796–1868)
- Helene Liebmann (1796–1835)
- Carl Loewe (1796–1869)
- Mathilda d'Orozco (1796–1863)
- Giovanni Pacini (1796–1867)
- Emilie Zumsteeg (1796–1857)
- Luigi Castellacci (1797–1845)
- Gaetano Donizetti (1797–1848)
- Franz Schubert (1797–1828)
- Annette von Droste-Hülshoffová (1797–1848)
- Antonio Rolla (1798–1837)
- Olivia Buckley (1799–1847)
- Maria Fredrica von Stedingk (1799–1868)
- Jacques Fromental Halévy (1799–1862)
- Oskar I. (1799–1859)